# Explosive Car Tuning 2
Explosive Car Tuning 2 is de tweede uit de Explosive Car Tuning-collectie. De cd bevat jump- en hardstyle.

## Tracklist
1. Unknown artist- Intro (0:17)
2. Alex Peace- From inside the speaker (2:27)
3. Appolo Deejays- Be-phase (1:05)
4. Nitro - The New Trip (2:26)
5. Dana & The Prophet- Scratched (2:02)
6. Partymasterz- Jumpy (2:42)
7. Brian NRG-NRG Rush (2:14)
8. Dj Frankie Jones- The summer (2:42)
9. Droid- Kapri porn (2:38)
10. Ricky Fobis- No Regular (2:08)
11. Dj Slideout- Don't stop me now (3:15)
12. Prestige - Unable system (2:32)
13. Rocket Base- House-bee (2:48)
14. KMJ- Roads (1:44)
15. Balamou- Je vous (1:39)
16. B.I.T.E.- J.A.W.S. (3:19)
17. Dj Stone- The deal (2:27)
18. The beholder- Testing (2:27)
19. William Brothers- Saõ Fiësta (2:36)
20. Sylver stone- Groove train (2:08)
21. Vs- Vitamine (2:39)
22. B.P*- Bad Labyrinth (2:40)
23. 7PM- Suspicious riff (2:58)
24. Black coat- Breath (2:07)
25. Atlantic wave- Black mind confession (2:40)
26. Timescape- Ultimate sad action (2:35)
27. Soundix- Whoz in da house (1:48)
28. Deepack- Down-low (2:21)
29. Yakooza- French kiss (4:05)
30. Dj Marcky vs. Leeroy- Magic sunset (4:15)